# Rhynchocalamus
Rhynchocalamus – rodzaj węży z podrodziny Colubrinae w rodzinie połozowatych (Colubridae).

## Zasięg występowania
Rodzaj obejmuje gatunki występujące w Armenii, Azerbejdżanie, Turcji, Egipcie, Syrii, Libanie, Izraelu, Jordanii, Arabii Saudyjskiej, Jemenie, Omanie, Iraku, Iranie oraz na Cyprze.

## Systematyka

### Etymologia
Rhynchocalamus: gr. ῥις  rhis,  ῥινος  rhinos „nos”; καλαμος kalamos „trzcina”.

### Podział systematyczny
Do rodzaju należą następujące gatunki:
- Rhynchocalamus arabicus Schmidt, 1933
- Rhynchocalamus dayanae Tamar, Šmíd, Göçmen, Meiri & Carranza, 2016
- Rhynchocalamus hejazicus Licata, Pola, Šmíd, Ibrahim, Liz, Santos, Patkó, Abdulkareem, Gonçalves, Alshammari, Busais, Egan, Ramalho, Smithson & Brito, 2024
- Rhynchocalamus levitoni (Torki, 2017)
- Rhynchocalamus melanocephalus (Jan, 1862)
- Rhynchocalamus satunini (Nikolsky, 1899)